# Foscarina Rozzo
Foscarina Rozzo (Trieste, 9 agosto 1929 – Abcoude, 7 luglio 2017) è stata una cestista italiana.

## Carriera
Ha disputato con l'Italia i Campionati europei del 1950 e del 1952.